# RX J1242-11
RX J1242.6-1119A, häufig abgekürzt als RX J1242-11 bezeichnet, ist eine Radiogalaxie im Sternbild Jungfrau in einer Entfernung von etwa 200 Mpc (ca. 650 Millionen Lichtjahre).
Der Name leitet sich von RX J1242.6-1119 ab, der Bezeichnung einer vom ROSAT als Galaxienpaar [KG99] A & B identifizierten Röntgenquelle (Astronomie). Die Position von RX J1242.6-1119A liegt von der Erde aus gesehen weniger als ein Grad nordöstlich von Messier 104, der Sombrero-Galaxie.

## Sternzerrissereignis
Anfang 2004 konnte an dieser Galaxie erstmals beobachtet werden, wie ein supermassereiches Schwarzes Loch von einem in relativer Nähe befindlichen Stern Materie abzog und sich teilweise einverleibte. Der Stern von der Masse der Sonne wurde durch die enorme Gezeitenwirkung der Gravitation des Schwarzen Lochs förmlich zerrissen und in seine Bestandteile zerlegt, weil der Gezeitenradius unterschritten wurde.